# لیلسویل (کارولینای شمالی)
لیلسویل (به انگلیسی: Lilesville) شهری در ایالت کارولینای شمالی کشور ایالات متحده آمریکا است که جمعیت آن در سرشماری سال ۲۰۱۰ میلادی، ۵۳۶ نفر بوده‌است.